# Свуйной
Свуйной (фар. Svínoy, дан. Svinø) — острів Фарерського архіпелагу. Площа — 27,1 км². Розташований на північному сході архіпелагу. Населення — 31 людина (2013). На острові лише одне село — Свуйной, де і проживають всі його жителі.